# Linum narbonense
Linum narbonense is een plant uit de vlasfamilie die voorkomt in het westelijk Middellandse Zeegebied en vooral opvalt door zijn grote, felblauwe bloemen.

## Etymologie en naamgeving
- Engels: Beautiful flax, heavenly blue flax
- Frans: Lin de Narbonne
- Duits: Narbonne-Lein

De botanische naam Linum is afkomstig van het Latijnse 'linum' (draad of linnen). De soortaanduiding narbonense verwijst naar de Franse stad Narbonne, die midden in zijn verspreidingsgebied ligt.

## Kenmerken
Linum narbonense is een tengere, overblijvende, kruidachtige plant, 20 tot 50 cm hoog, met een dunne, onbehaarde, rechtopstaande, glanzende stengel. Er is geen bladrozet. De stengelbladeren zijn verspreid ingeplant, zittend, lijn- tot lancetvormig en één- of drienervig.
De bloemen zijn 3 tot 4 cm groot, meestal fel blauw, en staan in een ijle tuil. De bloemstengel is korter dan de kelk. De kelkbladen zijn lancetvormig, langer dan het vruchtbeginsel, en hebben membraneuse randen. De kroonbladen zijn driemaal zo lang als de kelkbladen en hebben een zeer lange nagel. De meeldraden zijn blauw gekleurd. De stempel is bijna draadvormig. De vruchtjes zijn eivormig.
De bloeitijd is van mei tot juli.

## Habitat, verspreiding en voorkomen
L. narbonense is een soort van zonnige, droge en warme plaatsen op kalkrijke bodems, vooral in kalkgraslanden.
Hij komt voor in het westelijk Middellandse Zeegebied en het noorden van Afrika, noordelijk tot in Oostenrijk.
... · 
L. alpinum · 
L. austriacum (Oostenrijks vlas) · 
L. bienne (Tweejarig vlas) · 
L. catharticum (Geelhartje) · 
L. leonii (Frans vlas) · 
L. narbonense · 
L. perenne (Overblijvend vlas) · 
L. suffruticosum · 
L. tenuifolium (Smal vlas) · 
L. trigynum · 
L. usitatissimum (Vlas) · 
L. viscosum (Kleverig vlas) · 
...